# Parker Kligerman

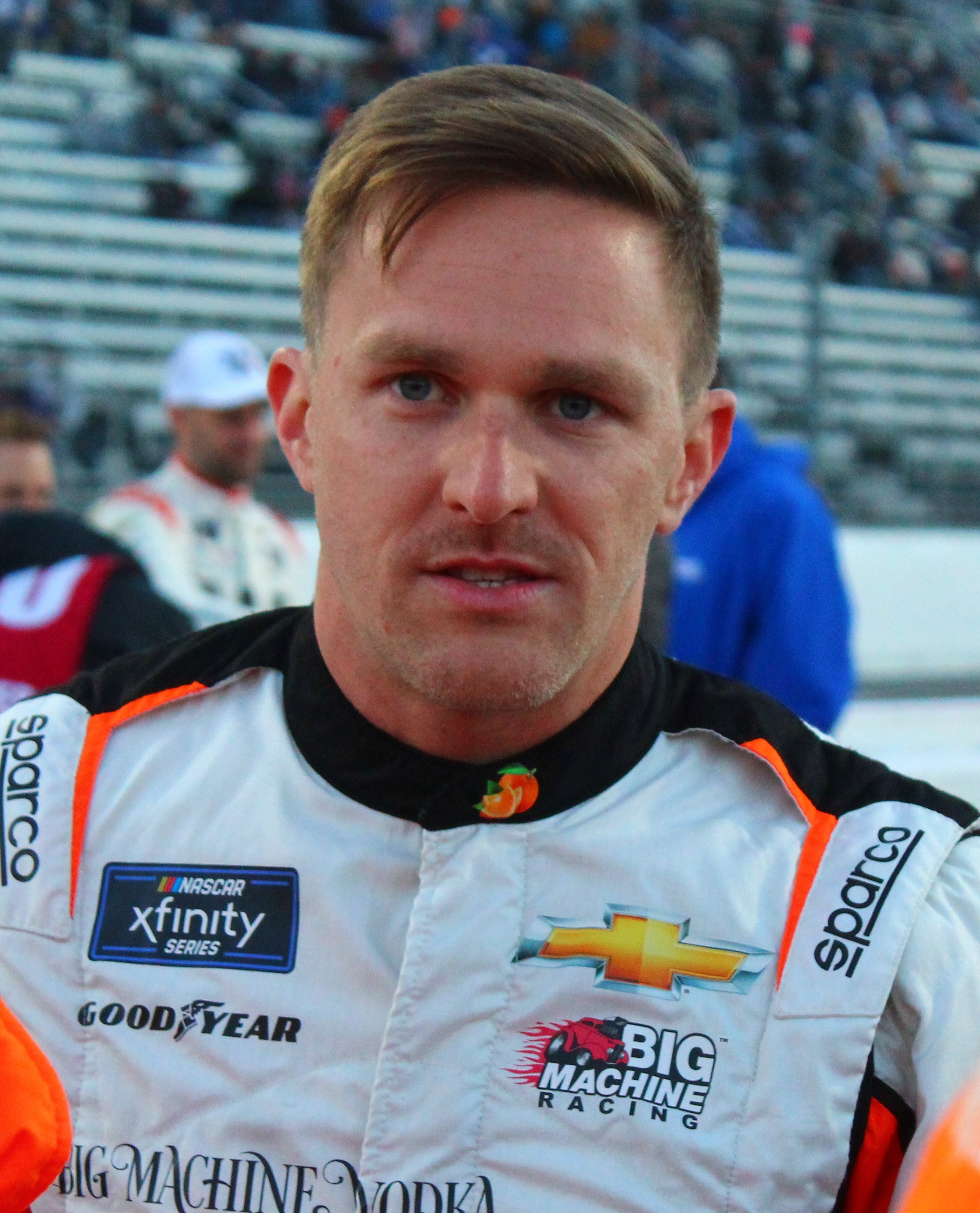
Kligerman en Martinsville, 2024.

Parker Kligerman (Westport, Connecticut, 8 de agosto de 1990) es un piloto de  automovilismo estadounidense, que compite en stock cars.

## Carrera
Terminó segundo en el temporada 2009 de ARCA Series RE/MAX en su primer año. También hizo su debut en la Serie Nationwide en un coche de Penske Racing en Kansas Speedway en ese año y ganó la pole. Luego disputó la carrera final de la temporada de la serial para Team 42 Racing.

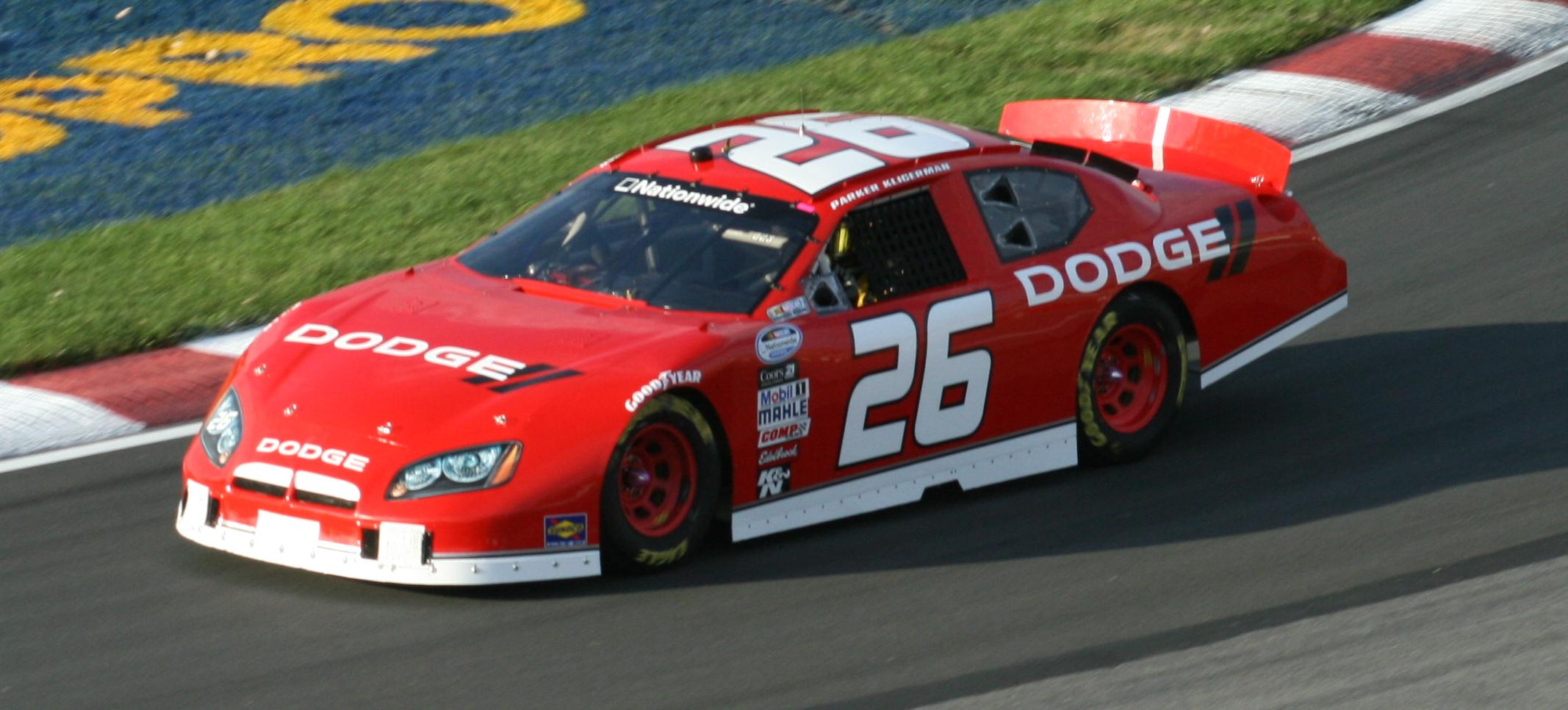
Parker Kligerman en Montreal 2010.

En 2010, Kligerman disputó un calendario parcial para Team 42 Racing, y K-Automotive Motorsports. Sus primeras carreras en la temporada no fueron de buenos resultados, sin embargo, en la segunda parte de la temporada logró mejorar el rendimiento, con 2 top ten y terminó el campeonato en el puesto 39. En ese año, debutó en la Truck Series en la fecha de noviembre de Texas con un Dodge de Brad Keselowski, terminando noveno en la carrera.
Kligerman compitió en el campeonato de la NASCAR Camping World Truck Series en 2011, conduciendo el RAM No. 29 para Brad Keselowski Racing. Logró 4 top 5, y 8 top 10, y terminó 11 en el campeonato. También participó de una carrera para Penske en la Nationwide donde terminó en el noveno lugar.
En 2012, Kligerman siguió compitiendo en la Truck Series. Las primeras once carreras de la temporada 2012, fueron con Brad Keselowski Racing. Pero, fue despedido de ese equipo, y poco después, firmó con Red Horse Racing para conducir el Toyota Tundra No. 7  para el resto de la temporada. Kligerman ganó su primera carrera en la Camping World Truck Series en Talladega Superspeedway el 6 de octubre de 2012. Él acabó quinto en el campeonato, con una victoria, 8 top 5, y 15 top 10. También disputó 3 carreras de la Nationwide con un Dodge de Penske, y cosechó 2 top 10.
Para 2013, Kligerman firmó con Kyle Busch Motorsports para conducir el Toyota Camry No. 77 en la NASCAR Nationwide Series a tiempo completo. El piloto consiguió 3 top 5 y 13 top 5 para terminar noveno en el campeonato. Además disputó la fecha de Talladega de la Truck Series con un Toyota de George Bragg, consiguiendo un cuarto puesto, y debutó en la Copa NASCAR al disputar dos carreras para Swan Racing, logrando en ambas carreras un 18º puesto y 25º puesto.
Swan se expandió a una operación de dos autos en la Copa NASCAR 2014 y contrató a Kligerman para pilotar uno de los Toyotas Camry. Sin embargo, el equipo se disolvió después de 8 fechas y Kligerman no encontró un equipo por el resto de la temporada.